# Květena

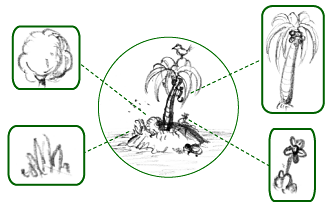
Flora

Květena (též flóra nebo rostlinstvo) je soubor rostlinných druhů určitého území. Základními jednotkami těchto území jsou v dnešní době státy, i když se setkáváme i s celky většími. Mnohem častější jsou ovšem celky menší. Každý stát se snaží sepsat svoji flóru, tedy vydat soubornou publikaci všech rostlinných druhů svého státu. Řada rozvojových zemí ale tuto květenu zatím nemá a tuto funkci suplují různé mezinárodní organizace, nebo botanické instituce v rozvinutých zemích.
Termín flora se také používá pro rostlinstvo daného biotopu („horská flora“) nebo období („třetihorní flora“).
V obecném použití může mít i jiné vymezení, a to užší (pouze „pravá“ květena, tedy kvetoucí, semenné rostliny), nebo naopak širší (např. mikroflorou se rozumějí i nerostlinné mikroorganismy: bakterie a prvoci jiných říší).
Vznik suchozemské flóry měl výrazný dopad na vývoj složení atmosféry i ekosystémů v průběhu minulých geologických období.

## Česká květena
S českou květenou se čtenář poprvé setkává v díle Ladislava Čelakovského Prodromus květeny české z roku 1868, jeho Analytická květena česká vyšla roku 1879 a významná byla Názorná květena zemí koruny české Františka Polívky z roku 1909. V roce 1950 vyšla poprvé Květena ČSR Josefa Dostála. Roku 2011 vyšel osmý díl Květeny České republiky pod redakcí Slavomila Hejného a Bohumila Slavíka a v roce 2024 vyšel poslední, devátý díl obsahující zpracování 7 čeledí pod redakcí Jitky Štěpánkové.